# Daniel Didavi
Daniel Didavi (Nürtingen, 21 februari 1990) is een Duits voormalig professioneel voetballer die doorgaans speelde als middenvelder. Tussen 2008 en 2022 was hij actief voor VfB Stuttgart II, VfB Stuttgart, 1. FC Nürnberg, VfL Wolfsburg en opnieuw VfB Stuttgart.

## Carrière
Didavi begon zijn carrière in de jeugdopleiding van VfB Stuttgart. Bij die club kwam hij in 2003 terecht na van SPV 05 Nürtingen af te komen. Tussen 2008 en 2010 speelde de middenvelder vooral bij de beloften van Stuttgart. In juli 2011 werd Didavi voor één seizoen verhuurd aan 1. FC Nürnberg, waarvoor hij negen maal wist te scoren. Na zijn terugkeer speelde hij wat vaker in het eerste, maar hij was nog voornamelijk reserve. Op 2 juli 2012 verlengde Didavi zijn verbintenis bij de club tot medio 2016. In het seizoen 2015/16 groeide de middenvelder uit tot een vaste waarde in het eerste elftal en hij maakte dertien doelpunten in eenendertig competitieoptredens. Ondanks zijn treffers degradeerde Stuttgart naar de 2. Bundesliga. Hierop verliet Didavi, wiens contract aflopende was, de club voor VfL Wolfsburg, waar hij zijn handtekening zette onder een verbintenis voor de duur van vijf seizoenen. Hier speelde Didavi twee seizoenen, voor hij weer terugkeerde naar Stuttgart. Met Stuttgart degradeerde hij in zijn eerste seizoen naar de 2. Bundesliga, om een jaar later met een tweede plek direct terug te keren op het hoogste niveau. In de zomer van 2022 zette Didavi op tweeëndertigjarige leeftijd een punt achter zijn actieve loopbaan.

## Clubstatistieken
| Seizoen | Club             | Competitie    | Competitie | Competitie | Beker | Beker | Internationaal | Internationaal | Totaal | Totaal |
| Seizoen | Club             | Competitie    | Wed.       | Dlp.       | Wed.  | Dlp.  | Wed.           | Dlp.           | Wed.   | Dlp.   |
| ------- | ---------------- | ------------- | ---------- | ---------- | ----- | ----- | -------------- | -------------- | ------ | ------ |
| 2010/11 | VfB Stuttgart    | Bundesliga    | 8          | 0          | 0     | 0     | 5              | 0              | 13     | 0      |
| 2011/12 | → 1. FC Nürnberg | Bundesliga    | 23         | 9          | 2     | 0     | —              | —              | 25     | 9      |
| 2012/13 | VfB Stuttgart    | Bundesliga    | 3          | 0          | 1     | 0     | —              | —              | 4      | 0      |
| 2013/14 | VfB Stuttgart    | Bundesliga    | 7          | 1          | 0     | 0     | —              | —              | 7      | 1      |
| 2014/15 | VfB Stuttgart    | Bundesliga    | 11         | 4          | 1     | 0     | —              | —              | 12     | 4      |
| 2015/16 | VfB Stuttgart    | Bundesliga    | 31         | 13         | 3     | 1     | —              | —              | 34     | 14     |
| 2016/17 | VfL Wolfsburg    | Bundesliga    | 18         | 4          | 2     | 0     | —              | —              | 20     | 4      |
| 2017/18 | VfL Wolfsburg    | Bundesliga    | 30         | 9          | 3     | 1     | —              | —              | 33     | 10     |
| 2018/19 | VfB Stuttgart    | Bundesliga    | 20         | 2          | 3     | 0     | —              | —              | 23     | 2      |
| 2019/20 | VfB Stuttgart    | 2. Bundesliga | 19         | 6          | 2     | 0     | —              | —              | 21     | 6      |
| 2020/21 | VfB Stuttgart    | Bundesliga    | 23         | 4          | 3     | 0     | —              | —              | 26     | 4      |
| 2021/22 | VfB Stuttgart    | Bundesliga    | 10         | 0          | 2     | 0     | —              | —              | 12     | 0      |
| Totaal  | Totaal           | Totaal        | 203        | 52         | 22    | 2     | 5              | 0              | 230    | 54     |